# Đại học Công nghệ Quốc phòng Trung Quốc
Đại học Công nghệ Quốc phòng Trung Quốc (tên tiếng Anh: National University of Defense Technology (NUDT; giản thể: 国防科学技术大学; phồn thể: 國防科學技術大學; bính âm: Guófáng Kēxuéjìshù Dàxué) trực thuộc Quân ủy Trung ương Trung Quốc, là một trường đại học trọng điểm quốc gia Trung Quốc, chuyên đào tạo các nhà khoa học công nghệ, đội ngũ kỹ sư quân sự cho Quân Giải phóng Nhân dân Trung Quốc và các kỹ sư công nghệ cao cho sự nghiệp hiện đại hóa Trung Quốc. Trường được giám sát kép bởi Bộ Quốc phòng và Bộ Giáo dục thuộc Chính phủ nước Cộng hòa Nhân dân Trung Hoa, là một trong số ít các trường đại học hàng đầu Trung Quốc thuộc 2 đề án quốc gia về đầu tư phát triển nền giáo dục bậc cao trọng điểm của Trung Quốc: đề án 211 và đề án 985.
NUDY được biết đến là trung tâm phát triển các siêu máy tính nhanh nhất thế giới hiện nay - Tianhe (Thiên Hà) của Trung Quốc. Ngoài các lĩnh vực nghiên cứu chính liên quan đến việc nhận biết mục tiêu chiến tranh thông tin và chiến tranh điện tử còn có công nghệ sinh trắc học, công nghệ nano, công nghệ laser, máy tính lượng tử, toán rời rạc, kỹ thuật tính toán, cơ điện tử, tự động hóa, hàng không vũ trụ... Trường NUDT cũng được chính phủ Trung Quốc lựa chọn làm lãnh đạo chương trình nghiên cứu không gian (Chinese space program) của Trung Quốc.
- Trường NUDT hiện nay đóng tại thành phố Chángshā, thủ phủ của tỉnh Hồ Nam ở vùng Trung Nam Trung Quốc, với tổng diện tích lên tới 373 hecta.

### Thành tựu và xếp hạng
Trường Đại học Công nghệ Quốc phòng Trung Quốc đóng một vai trò dẫn đầu trong nhiều ngành/chuyên ngành/lĩnh vực khoa học và công nghệ, trong số có 9 chuyên ngành trọng điểm quốc gia Trung Quốc. Theo hệ thống xếp hạng quốc gia của năm 2002-2004 do Bộ Giáo dục Trung Quốc tổ chức, 5 chuyên ngành về lĩnh vực Khoa học và Công nghệ máy tính của Trường xếp hạng nhất các trường đại học tại Trung Quốc.
NUDT được xếp vào Top 4 các trường đại học ở Trung Quốc, một trong 4 trường đại học xếp hạng 7 sao- bao gồm: Đại học Bắc Kinh, Đại học Thanh Hoa và Viện Hàn lâm Khoa học Trung Quốc. Năm 2015, Trường NUDT đứng thứ 2 trong số các trường đại học nguy hiểm của Trung Quốc. Từ khi được thành lập với tư cách làm một Viện Hàn lâm Quân sự cấp cao của Trung Quốc, và một biểu tượng của Khoa học và Công nghệ Quốc phòng Quốc gia Trung Quốc hiện đại, Trường đã đào tạo ra hàng loạt kỹ sư xuất sắc cho quốc gia, đóng vai trò quan trọng trong hoạt động khoa học và công nghệ lớn của Nhà nước như Dự án con người bay vào không gian vũ trụ(xem Chương trình Thần Châu). Trường cũng đã đạt được những thành tựu nghiên cứu khoa học đáng kể, nổi bật là thiết kế, chế tạo Siêu máy tính Thiên Hà 2 (xem Thiên Hà 2)
Các nhà khoa học của NUDT đã sáng chế ra siêu máy tính nhanh nhất thế giới Thiên Hà-1 & Thiên Hà-2, Hệ điều hành Kylin cho máy vi tính, hệ thống laser chống vệ tinh và nhiều máy móc, trang thiết bị quân sự, vũ khí công nghệ cao hàng đầu thế giới.
Đối tác thành công nhất của NUDT là Công ty Công nghệ Longson (龙芯)- nhà thiết kế chip Longson – hay còn gọi là chip Godson, khi cho kết hợp với siêu máy tính Tianhe-1A của NUDT đã trở thành một hệ thống nhanh nhất thế giới – theo đánh giá vào cuối năm 2010. Sự phát triển của hệ thống này trong cộng đồng nghiên cứu và phát triển quân sự Trung Quốc là một dấu hiệu mạnh mẽ cho thấy xu hướng ứng dụng kép này.
Năm 2011, Nhà máy ô tô tự động đầu tiên của Trung Quốc hợp tác với các nhà khoa học của NUDT, đã thử nghiệm mẫu xe không người lái Hongqi HQ3 trên quãng đường 280 km với vận tốc 88 km/h trong điều kiện đường cao tốc tấp nập.

### Đội ngũ giáo sư, giảng viên, nhà khoa học
Hiện nay, Trường NUDT có đội ngũ cán bộ giảng dạy hùng mạnh với hơn 2.000 nhà khoa học, trong đó có 300 giảng viên đạt học hàm giáo sư Trung Quốc. Nổi tiếng nhất có lẽ là Giáo sư Fang Binxing (方 滨兴)- được biết đến như là "Cha đẻ của tường lửa Great Firewall", đồng thời là giáo sư của Viện Công nghệ Cáp Nhĩ Tân và là thành viên điều hành của các ủy ban tư vấn về an ninh và kỹ thuật mạng máy tính quốc gia. Các nhà nghiên cứu của NUDT gần đây đã phối hợp thực hiện các hoạt động thông tin mạng cùng những học giả đến từ Đại học Thanh Hoa, Trường Đại học Công nghệ Bắc kinh, Đại học Vũ Hán, Trường Đại học Giao thông Thượng Hải, Trường Đại học Kỹ thuật Thông tin PLA, và Đơn vị 1081 của Quân giải phóng nhân dân Trung Quốc.

### Đào tạo
NUDT cung cấp: 25 chương trình kỹ sư, cử nhân bậc đại học; 112 chương trình cao học và 69 chương trình nghiên cứu sinh tiến sĩ. Hơn nữa, Trường còn có 11 trung tâm nghiên cứu sau tiến sĩ (postdoc).
Hàng năm, Trường đào tạo khoảng 14.000 sinh viên và học viên hệ chính quy tập trung, trong đó:
- 8.400 là sinh viên đại học,
- 4.000 là học viên cao học
- 1.600 là nghiên cứu sinh tiến sĩ và thực tập sinh sau tiến sĩ (post-doc).

Ông Du Chính Thanh- nhân vật lãnh đạo số 4 thuộc thế hệ lãnh đạo thứ 5 của TQ (2012-2022) Ủy viên Thường vụ Bộ Chính trị Đảng Cộng sản Trung Quốc, Chủ tịch Chính hiệp Trung Quốc, tốt nghiệp kỹ sư quân sự khóa 11 (1963-1968), chuyên ngành kỹ thuật điều khiển tên lửa tại trường này.

### Các thế hệ siêu máy tính của NUDT
1. Yinhe-I (YH-I): được phát triển năm 1983, là một siêu máy tính dẫn đầu của Trung Quốc với mức độ hiệu năng 100 MFLOPS;
2. Yinhe-II (YH-II): được chế tạo năm 1992, với hiệu năng cỡ 1 GFLOPS;
3. Yinhe-III: YH-II được nâng cấp thành Yinhe-III năm 1996 với hiệu năng lên tới 13 GFLOPS;
4. Thiên Hà-1: được công bố lần đầu tiên vào ngày 29 Tháng Mười năm 2009. Ngay lập tức được xếp hạng là siêu máy tính nhanh thứ năm trên thế giới trong danh sách Top500 máy tính phát hành vào năm 2009 do Hội nghị siêu máy tính (SC09) tổ chức tại Portland, Oregon, vào ngày 16 Tháng Mười Một 2009;
5. Thiên Hà-1A: Tháng 10 năm 2010, Thiên Hà-1A- một siêu máy tính được nâng cấp từ Thiên Hà-1 đạt được mức hiệu năng 2.57 PFLOPS, được công bố tại HPC 2010 Trung Quốc và được xếp hạng là siêu máy tính nhanh nhất thế giới Top500. Tháng mười năm 2011, Thiên Hà-1A được xếp hạng là siêu máy tính nhanh thứ hai trên thế giới trong Top500. Khi đó K Computer do hãng Fujitsu của Nhật Bản phát triển là siêu máy tính nhanh nhất thế giới;
6. Thiên Hà-2: hiện đang được xếp hạng là siêu máy tính nhanh nhất thế giới trong danh sách Top 500, đã đạt được một mức độ hiệu năng 33,86 PFLOPS vào ngày 16 tháng 6 năm 2013.

### Lược sử
- Tiền thân của Đại học Khoa học và Công nghệ Quốc phòng PLA được thành lập năm 1953 là Trường Đại học Kỹ thuật Quân sự (1953-1965) trực thuộc Quân ủy Trung ương Trung Quốc, đóng tại Cáp Nhĩ Tân, tỉnh Hắc Long Giang. Trường là một Học viện Quân sự cấp cao của Trung Quốc do Đại tướng Trần Canh làm Hiệu trưởng đầu tiên. Trường có 5 Khoa đại học và 1 Khoa dự bị đại học, bao gồm: Kỹ thuật hàng không, Kỹ thuật pháo binh, Kỹ thuật hàng hải, Kỹ thuật chiến thuật. Khoa Vũ khí hóa học và hạt nhân được thành lập ngay sau đó. Trường Đại học Kỹ thuật Quân sự là một trong 156 công trình trọng điểm quốc gia nằm trong kế hoạch 5 năm đầu tiên của Chính phủ Trung Quốc, và là một trong 20 trường đại học trọng điểm của cả nước được Trung ương Đảng Cộng sản Trung Quốc chỉ định năm 1959. Từ năm 1953 đến năm 1966, Nhà trường đào tạo 13 khóa, nhưng hơn 200 người đã được phong quân hàm cấp tướng. Cựu học viên nhà trường trở thành nòng cốt trong các dự án quốc phòng tiên tiến như: hai quả bom và một vệ tinh, siêu máy tính, máy bay tiêm kích tàng hình, tàu khu trục tên lửa dẫn đường , tàu ngầm năng lượng nguyên tử, tàu vũ trụ có người lái, và các dự án thám hiểm Mặt trăng tất cả xuất phát từ Trường Đại học Kỹ thuật quân sự. Ngoài ra, nhiều cựu sinh viên thành đạt trong lĩnh vực chính trị và kinh doanh. Tiêu biểu là ông Du Chính Thanh.
- Ngày 5 tháng 7 năm 1961, Hội nghị lần thứ 94 Quân ủy Trung ương ra quyết định chuyển công tác giảng dạy của Trường Đại học Kỹ thuật Quân sự về Ủy ban Khoa học Kỹ thuật Quốc phòng.
- Năm 1966: Trường Đại học Kỹ thuật Quân sự được đổi tên thành Học viện Kỹ thuật Cáp Nhĩ Tân. Cùng năm, trường là tổ chức đầu tiên tham gia kế hoạch xây dựng đề án quốc gia 211 211.
- 1970: Trường chuyển về thành phố Trường Sa, tỉnh Hồ Nam và được đổi tên thành Học viện Công nghệ Trường Sa
- 1978- nay: Trường mang tên Đại học Tổng hợp Công nghệ Quốc phòng Quốc gia Trung Quốc.
- Ngày 25 tháng 9 năm 1984, Hội đồng Nhà nước Trung Quốc phê chuẩn 14 trường đại học là trường đại học trọng điểm và Trường Đại học Công nghệ Quốc phòng là một trong số đó.
- Năm 1999, Trường Đại học Công nghệ Quốc phòng, trở thành một trong 05 trường đại học tổng hợp của quân đội, trực thuộc Quân ủy Trung ương, thực hiện quyền hạn của cấp phó quân khu.
- Năm 2004, trường trở thành tổ chức duy nhất trong quân đội tham gia kế hoạch xây dựng dự án quốc gia 985.
- Ngày 19 tháng 7 năm 2017, Hội nghị thành lập mới được điều chỉnh và một hội nghị chuyên đề cho các nhà lãnh đạo chính của học viện quân sự, các tổ chức nghiên cứu khoa học và cơ sở đào tạo đã tổ chức tại Tòa nhà Bayi ở Bắc Kinh, Nhà trường trở thành một trong 3 tổ chức đào tạo và nghiên cứu cấp cao trực thuộc Quân ủy Trung ương Trung Quốc, gồm Viện Hàn lâm Khoa học Quân sự Trung Quốc, Đại học Quốc phòng Trung Quốc, và Trường Đại học Công nghệ Quốc phòng Trung Quốc. Ông Tập Cận Bình đã phát biểu chỉ đạo "Trường Đại học Công nghệ Quốc phòng là cơ sở đào tạo nhân tài quân sự mới chất lượng cao và nền tảng đổi mới công nghệ quốc phòng độc lập. Cần phải theo kịp xu hướng phát triển của công nghệ quân sự thế giới, thích ứng với yêu cầu chiến thắng các cuộc chiến tranh cục bộ được thông tin hóa, nắm bắt các tài năng chuyên môn chung và các hoạt động chung. Đảm bảo đào tạo nhân tài, tăng cường nghiên cứu các công nghệ cốt lõi và then chốt, phấn đấu xây dựng một cơ sở giáo dục đại học đẳng cấp thế giới".

### Hiệu trưởng qua các thời kỳ
- Từ 1953-1961: Đại tướng Trần Canh
- Từ 1990-1996: Trung tướng, Giáo sư Chen Qizhi
- Từ 1996-2008: Trung tướng, Giáo sư Wen Xisen, nguyên Ủy viên dự khuyết Ủy ban Trung ương Đảng Cộng sản Trung Quốc khóa XVI (2002-2007), Phó Chủ tịch Thường trực Hiệp hội Phi hành gia Trung Quốc.
- Từ 2008-2011: Trung tướng, Giáo sư Trương Dục Lâm - nguyên Phó Chủ nhiệm Bộ Phát triển Trang bị Quân ủy Trung ương Trung Quốc.
- Từ 2011-7/2017: Trung tướng, Giáo sư Dương Học Quân - Viện sĩ Viện Hàn lâm Khoa học Trung Quốc, Ủy viên Ủy ban Trung ương Đảng Cộng sản Trung Quốc khóa XIX, nay là Thượng tướng, Chủ tịch Viện Hàn lâm Khoa học Quân sự Trung Quốc.
- Từ tháng 7/2017-2019: Trung tướng, Giáo sư Đặng Tiểu Cương (Deng Xiaogang) - Viện sĩ Viện Hàn lâm Khoa học Trung Quốc, Ủy viên dự khuyết Ủy ban Trung ương Đảng Cộng sản Trung Quốc khóa XIX.
- Từ năm 2019-nay: Trung tướng, Giáo sư Lý Tương (Deng Xiaogang) - Viện sĩ Viện Hàn lâm Khoa học Trung Quốc, Ủy viên dự khuyết Ủy ban Trung ương Đảng Cộng sản Trung Quốc khóa XX

## Tổ chức
Sau hơn 60 năm xây dựng và phát triển, hiện nay Trường Đại học Công nghệ Quốc phòng Trung Quốc đã trở thành một viện đại học hoàn chỉnh bao gồm các lĩnh vực/ngành: khoa học, kỹ thuật, công nghệ quân sự, quản lý, kinh tế, triết học, văn học, giáo dục, luật học và lịch sử. Trường được tổ chức thành 10 trường đại học/học viện thành viên với hơn 40 Khoa/Bộ môn, Viện R&D và phòng thí nghiệm. Trong đó có 4 Phòng Thí nghiệm trọng điểm quốc gia Trung Quốc và 1 phòng thí nghiệm trọng điểm cấp Bộ Giáo dục Trung Quốc.

### Ban Giám hiệu
- Hiệu trưởng: Trung tướng, Giáo sư, Viện sĩ Lý Tương - Ủy viên dự khuyết Ủy ban Trung ương Đảng Cộng sản Trung Quốc khóa XX
- Chính ủy： Trung tướng Phó Ái Quốc - Ủy viên dự khuyết Ủy ban Trung ương Đảng Cộng sản Trung Quốc khóa XX

### Trường Không gian vũ trụ
1. Khoa/Bộ môn Vũ trụ học
2. Khoa/Bộ môn Hàng không-không gian
3. Khoa/Bộ môn Kỹ thuật vật liệu và Hóa học ứng dụng
4. Viện Công nghệ không gian
5. Trung tâm nghiên cứu công nghệ tàu vũ trụ siêu âm.
6. Phòng Thí nghiệm trọng điểm quốc gia về vật liệu Sợi gốm mới và Composite

### Trường Khoa học và Kỹ thuật Điện tử
1. Khoa/Bộ môn Khoa học và Công nghệ điện tử
2. Khoa/Bộ môn Kỹ thuật truyền thông
3. Khoa/Bộ môn Kỹ thuật thông tin
4. Viện Tích hợp hệ thống
5. Viện Công nghệ thông tin điện tử vũ trụ
6. Phòng Thí nghiệm trọng điểm quốc gia về hệ thống bắt, bám mục tiêu tự động

### Trường Quản lý và Hệ thống thông tin
1. Khoa/Bộ môn Kỹ thuật hệ thống;
2. Khoa/Bộ môn Tự động hóa chỉ huy;
3. Khoa/Bộ môn Quản lý;
4. Viện Nghiên cứu chiến lược
5. Phòng Thí nghiệm trọng điểm quốc gia về Kỹ thuật hệ thống thông tin

### Trường Khoa học và Kỹ thuật máy tính
1. Khoa/Bộ môn Khoa học và công nghệ máy tính
2. Khoa/Bộ môn Kỹ thuật mạng
3. Viện Máy tính
4. Viện Phần mềm
5. Viện Vi điện tử và Vi xử lý
6. Viện Mạng và An toàn thông tin
7. Phòng Thí nghiệm trọng điểm quốc gia về Xử lý song song và phân tán

### Trường Quang-điện tử
1. Khoa/Bộ môn Khoa học và Kỹ thuật thông tin quang
2. Khoa/Bộ môn Kỹ thuật Quang-điện tử
3. Viện Công nghệ năng lượng định hướng

### Trường Cơ điện tử và Tự động hóa
1. Khoa/Bộ môn Điều khiển tự động
2. Khoa/Bộ môn Khoa học và Công nghệ đo lường
3. Khoa/Bộ môn Kỹ thuật Cơ-điện tử
4. Viện Kỹ thuật Cơ điện tử
5. Viện Tự động hóa

### Trường Khoa học Cơ bản và Ứng dụng
1. Khoa/Bộ môn Toán
2. Khoa/Bộ môn Vật lý
3. Khoa/Bộ môn Hóa học
4. Khoa/Bộ môn Sinh học
5. Khoa/Bộ môn Khoa học hệ thống
6. Viện Vật lý kỹ thuật

### Trường Khoa học xã hội và Nhân văn
1. Khoa/Bộ môn Ngoại ngữ
2. Khoa/Bộ môn Khoa học xã hội
3. Khoa/Bộ môn Nhân văn
4. Viện Chính trị quân sự

### Trường Quan hệ Quốc tế
Trụ sở: Thành phố Nam Kinh, tỉnh Giang Tô. Tiền thân là Học viện Ngoại ngữ PLA

## Quan hệ và Hợp tác quốc tế
NUDT tham gia vào quá trình toàn cầu hóa trong lĩnh vực khoa học công nghệ, đang tích cực quan hệ hợp tác quốc tế. NUDT đã thiết lập quan hệ học thuật với hàng trăm trường đại học và các viện nghiên cứu từ hơn 40 quốc gia và khu vực. Nhà trường đã ký thỏa thuận hợp tác chính thức với hơn 20 trường đại học danh tiếng tại Hàn Quốc, Mỹ, Anh, và Pháp. Mỗi năm, trường sử dụng giáo viên ngoại ngữ và các chuyên gia khoa học để giảng dạy hoặc tham gia vào các chương trình nghiên cứu chung, mời hơn 400 học giả quốc tế đến giảng dạy và hội thảo chuyên ngành, tổ chức từ năm đến mười hội thảo học thuật quốc tế quy mô lớn, cấp kinh phí cho hơn 700 giảng viên hoặc nghiên cứu viên ra nước ngoài tham dự các khoa học ngắn hạn, nghiên cứu hợp tác, hoặc tham quan học tập.
- Các Tổ chức quốc tế mà NUDT tham gia:

1. OSDL (Open Source Development Lab): Chịu trách nhiệm chuẩn hóa Linux trên thế giới.
2. OW2 Consortium: Là một tổ chức quốc tế, OW2 bắt đầu từ dự án OSS, nuôi dưỡng một chuỗi tương tác của các cộng đồng quốc tế và các ngành công nghiệp, và thúc đẩy hợp tác Trung-Pháp trong nhiều lĩnh vực bao gồm middleware. Với các thành viên từ Châu Âu, Châu Á, Nam Mỹ và Bắc Mỹ, OW2 bao gồm 12 thành viên chiến lược, 27 thành viên tổ chức, và hơn 400 thành viên cá nhân.

- Các Dự án hợp tác mà NUDT đã và đang thực hiện:

1. Chương trình khung thứ 6:Trao đổi công nghệ lưới Trung Quốc - Châu Âu
2. Dự án hợp tác Trung-Pháp về Phần mềm tính toán phổ cập dựa trên Công nghệ thành phần
3. Hợp tác với Đại học Bách khoa Hồng Kông thành lập Phòng thí nghiệm chung về Tính toán di động và Cảm biến
4. Hợp tác với Đại học Hồng Kông thành lập Trung tâm nghiên cứu chung về hệ thống cảm biến thông minh

- Thời gian gần đây, hãng Microsoft hợp tác với các nhà nghiên cứu liên kết với một trường ĐH của Trung Quốc về trí tuệ nhân tạo (AI). Theo đó, các nhà nghiên cứu tại Microsoft Research Asia ở Bắc Kinh là đồng tác giả trong ba báo cáo của các học giả có liên kết với Trường Đại học Công nghệ Quốc phòng Trung Quốc (NUDT).

## Hoạt động của sinh viên

### Các sự kiện học thuật
Các hoạt động khoa học và công nghệ ngoại khoá của NUDT cung cấp cho sinh viên những cơ hội để áp dụng các kỹ năng và kiến thức và khuyến khích tư duy sáng tạo.
Trường đại học tổ chức các sự kiện truyền thống như Lễ hội "Khoa học và Công nghệ Điện tử", Liên hoan Văn hoá Máy tính "Ánh sáng Thiên Hà", Tháng "Toán học và Vật lý", Tháng "Văn hoá Anh" hàng năm và mở rộng nhận thức trong bầu không khí khoa học, công nghệ và văn hoá. Trường đại học khuyến khích sinh viên tham gia Cuộc thi Lập mô hình Toán học, Cuộc thi lập trình viên ACM, Cuộc thi thiết kế điện tử, Cuộc thi Thiết kế Điện tử và Cuộc thi Sáng tạo "Cúp" Sinh viên của Các cuộc thi công tác khoa học ngoại khoá. Kể từ Kế hoạch 5 năm lần thứ 10, sinh viên đại học NUDT đã đạt được thành tích xuất sắc trong các cuộc thi khác nhau trong và ngoài nước và đã giành tổng cộng hơn một trăm giải nhất và giải Nhì. Trường Đại học thường xuyên tổ chức các bài giảng về công nghệ cao quân sự và sự phát triển khoa học và công nghệ mới nhất của các học giả trong nước và quốc tế như Giáo sư Zhou Guangzhao, Giáo sư Yang Fujia, Giáo sư Yang Shuzi và Roy Glauber, người đoạt giải Nobel và cha để của quang học lượng tử, gửi sinh viên tham gia các cuộc hội thảo khoa học cấp cao ở trong và ngoài nước.
Thông qua việc tham gia vào các hoạt động đổi mới khoa học và công nghệ ngoài giờ học, sinh viên đã cải tiến tinh thần sáng tạo và khả năng thực tiễn của họ và phát triển thực tiễn tốt trong việc tham gia vào đổi mới khoa học và công nghệ và bầu không khí tốt trong việc ủng hộ khoa học, tham gia và đổi mới 

### Các sự kiện văn hóa, thể thao
Các hoạt động văn hoá và thể thao là một chất xúc tác cho một cuộc sống trong các khuôn viên của trường đại học. Các buổi trình diễn kịch, biểu diễn trà, các cuộc thi tài năng, pháo hoa, triển lãm nhiếp ảnh, liên hoan phim ngoài trời, và các sự kiện khác đã làm phong phú cuộc sống ngoài giảng đường. Cuộc thi giữa các khuôn viên trong mùa xuân, bóng đá, và cờ vua, là những sự kiện truyền thống của trường đại học. Trung tâm võ thuật, thể dục thể thao, âm nhạc, nhiếp ảnh, nghệ thuật biểu diễn, văn học, đội múa và hội cựu sinh viên đã phát triển thành nòng cốt của việc tổ chức các sự kiện văn hoá và thể thao.
"Hoa sen cho thấy nụ hoa." Trình diễn tài năng cá nhân đã trở nên khá phổ biến trong khuôn viên của trường đại học. Sinh viên của NUDT cho thấy không chỉ thông minh mà còn có năng khiếu trong âm nhạc, cờ vua, thư pháp và sơn. Tại Triển lãm Nhiếp ảnh "Cuộc sống Campus" có sự tham gia của nhiều giảng viên và sinh viên. Những bức ảnh di chuyển của họ đã thu hút được rất nhiều sự chú ý. Trong các cuộc thi sáng tác văn học, học sinh hoàn toàn thể hiện tài năng của mình bằng văn xuôi hoặc thơ. Các trò chơi bi-da như bóng rổ và giải bóng đá đã làm phong phú cuộc sống của sinh viên và tăng cường mối quan hệ giữa các trường đại học.

## Cựu sinh viên
1. Du Chính Thanh (1945- ?)- nguyên Ủy viên Thường vụ Bộ Chính trị Đảng Cộng sản Trung Quốc, Chủ tịch Chính hiệp Trung Quốc, tốt nghiệp kỹ sư quân sự khóa 11 (1963-1968);
2. Ly Andong (1946-?): Thượng tướng, Ủy viên Ban Chấp hành Trung ương Đảng Cộng sản Trung Quốc khóa XVI, Ủy viên dự khuyết Ban Chấp hành Trung ương Đảng Cộng sản Trung Quốc khóa XVII, Chủ nhiệm Ủy ban Khoa học và Công nghệ/Quân ủy Trung ương Trung Quốc;
3. Lý Trường Tài (1949- ?): Thượng tướng Quân Giải phóng Nhân dân Trung Quốc (PLA), nguyên Ủy viên Ban Chấp hành Trung ương Đảng Cộng sản Trung Quốc khóa XVII, nguyên Chính ủy Quân khu Lan Châu (2007-2014), nguyên Phó Chủ nhiệm Ủy ban Giáo dục, Khoa học, Văn hóa và Y tế của Đại hội Đại biểu Nhân dân Toàn quốc (Quốc hội Trung Quốc) khóa XII nhiệm kỳ 2013 đến năm 2018;
4. Đỗ Hằng Nham (sinh tháng 7 năm 1951) là Thượng tướng Quân Giải phóng Nhân dân Trung Quốc. Từ năm 2016 đến 2017, nguyên Phó Chủ nhiệm Bộ Công tác Chính trị Quân ủy Trung ương Trung Quốc.
5. Trần Cầu Phát (1954- ?)) - Ủy viên Ủy ban Trung ương Đảng Cộng sản Trung Quốc khóa XIX, nguyên Bí thư Tỉnh ủy tỉnh Liêu Ninh, tốt nghiệp kỹ sư (1973-1978);
6. Ngô Mãn Thanh (1965-) - nguyên Ủy viên dự khuyết Ủy ban Trung ương Đảng Cộng sản Trung Quốc khóa XVIII, Viện sĩ Viện Hàn lâm Kỹ thuật Trung Quốc, kỹ sư trưởng Tập đoàn Công nghệ Điện tử Trung Quốc và Phó Chủ tịch Viện Hàn lâm Kỹ thuật Trung Quốc, tốt nghiệp Kỹ sư (1987), Thạc sĩ (1990) về kỹ thuật điện tử-truyền thông.
7. Trương Dục Lâm (1958-?) - Giáo sư, Trung tướng, Phó Chủ nhiệm Bộ Phát triển trang bị PLA, nguyên Hiệu trưởng Trường Đại học Công nghệ Quốc phòng Trung Quốc (2008-2011);
8. Liang Dongchun - Thiếu tướng, nguyên Phó Chủ nhiệm Chính trị Quân khu Thành Đô
9. Vương Gia Thắng (1955-) - Thượng tướng Quân Giải phóng Nhân dân Trung Quốc (PLA), Chính ủy Quân chủng Tên lửa, Ủy viên Ủy ban Trung ương Đảng Cộng sản Trung Quốc khóa XIX;
10. Hà Vệ Đông (1957-) là Thượng tướng Quân Giải phóng Nhân dân Trung Quốc, Ủy viên Bộ Chính trị Đảng Cộng sản Trung Quốc khóa XX, hiện là Phó Chủ tịch Ủy ban Quân sự Trung ương
11. Miêu Hoa (1955-)- Đô đốc Hải quân, Ủy viên Ban Chấp hành Trung ương Đảng Cộng sản Trung Quốc khóa XIX, Ủy viên Quân ủy Trung ương Đảng Cộng sản Trung Quốc, Ủy viên Ủy ban Quân sự Trung ương Cộng hòa Nhân dân Trung Hoa, Chủ nhiệm Bộ Công tác Chính trị Quân ủy Trung ương Trung Quốc;
12. Lý Thượng Phúc (1958-)- Thượng tướng Quân Giải phóng Nhân dân Trung Quốc (PLA),  Ủy viên Ủy ban Trung ương Đảng Cộng sản Trung Quốc khóa XIX, Bộ trưởng Bộ Quốc phòng Trung Quốc nhiệm kỳ 2023-2028, nguyên Chủ nhiệm Bộ Phát triển trang bị PLA,;
13. Phương Tân Trinh (Fang Binxing) : sinh ngày 17 tháng 7 năm 1960, chuyên gia An ninh thông tin, cha đẻ của Great Firewall của Trung Quốc.
14. Dương Học Quân (1963) - Thượng tướng, Giáo sư, Viện sĩ Viện Hàn lâm Khoa học Trung Quốc, Ủy viên Ủy ban Trung ương Đảng Cộng sản Trung Quốc khóa XIX, Chủ tịch Viện Hàn lâm Khoa học Quân sự Trung Quốc;
15. Phùng Dục Phương (sinh ngày 29 tháng 1 năm 1963) là một kỹ sư người Trung Quốc, thiếu tướng Quân Giải phóng Nhân dân (PLA), và là viện sĩ của Viện Hàn lâm Kỹ thuật Trung Quốc.
16. Cui Zhiyuan (sinh tháng 1 năm 1963 - ), nhà kinh tế Trung Quốc.
17. Mao Tuấn Phát (1965-), nhà khoa học điện tử Trung Quốc, Giáo sư, Viện sĩ Viện Hàn lâm Khoa học Trung Quốc, Hiệu trưởng Đại học Thâm Quyến.
18. Khâu Bá Quân (1964) -  một doanh nhân Trung Quốc, người sáng lập WPS, nguyên chủ tịch Kingsoft Co., Ltd.
19. Đại Tử Cao (1964) - giáo sư, nhà vật lý Trung Quốc, Phó chủ tịch Hiệp hội Thiên văn Trung Quốc.
20. Hạ Quân Khoa (1969-) là chuyên gia hàng không vũ trụ, chính trị gia nước Cộng hòa Nhân dân Trung Hoa. Ông là Ủy viên Ủy ban Trung ương Đảng Cộng sản Trung Quốc khóa XX,  Ủy viên dự khuyết khóa XIX, hiện là Bí thư thứ nhất Trung ương Đoàn Thanh niên Cộng sản Trung Quốc, kiêm Chủ nhiệm Đội Thiếu niên Tiên phong Trung Quốc.
21. Trương Trung Dương (1970-) là doanh nhân, chính trị gia nước Cộng hòa Nhân dân Trung Hoa. Ông là Ủy viên dự khuyết Ủy ban Trung ương Đảng Cộng sản Trung Quốc khóa XX, Tổng giám đốc Tập đoàn Khoa học và Công nghiệp Hàng không Vũ trụ Trung Quốc (CASIC).

...v.v.